# Оскулюм

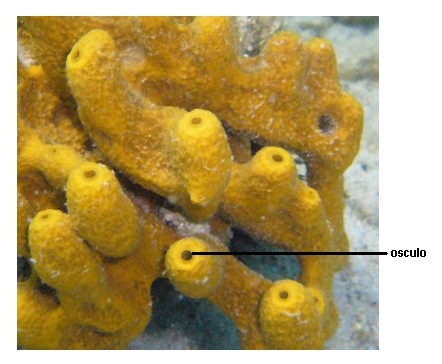
Оскулюм.

О́скулюм (лат. osculum, досл. «ротик») — великий отвір тіла губок, який зазвичай знаходиться на протилежному від подошви кінці тварини. Він виконує функцію екскреторної структури тіла губки, є частиною іригаційної системи. Через оскулюм виходить потік води з порожнини тіла губки, а входить вода через тоненькі отвори по всьому тілу — остії. Неперетравлені рештки та метаболіти дифундують у воду, яка виходить через оскулюм (у деяких видів — зі швидкістю 8,4 см/сек[джерело?]). Діаметр оскулюма регулюється міоцитами. Розмір оскулюма визначає кількість води, що протікає через порожнину тіла губок.
Оскулюм, імовірно, походить від поодинокого пороциту.